# PPIL2
La peptidil-prolil cis-trans isomerasa similar a 2 es una enzima que en humanos está codificada por el gen PPIL2 .
Este gen es miembro de la familia de las peptidilprolil isomerasas de las ciclofilinas. Las ciclofilinas son una familia ubicua muy conservada, cuyos miembros desempeñan un papel importante en el plegamiento de proteínas, la inmunosupresión por ciclosporina A y la infección de viriones del VIH-1. Esta proteína interactúa con el inhibidor de proteinasa eglin cy se localiza en el núcleo. Se han encontrado múltiples variantes de transcripción que codifican diferentes isoformas para este gen.